# Blasimon
Blasimon é uma comuna francesa na região administrativa da Nova Aquitânia, no departamento da Gironda. Estende-se por uma área de 29,21 km². Em 2010 a comuna tinha 926 habitantes (densidade: 31,7 hab./km²).